# 1-hexanamina
La 1-hexanamina o n-hexilamina es una amina primaria con fórmula molecular C6H15N.

## Propiedades físicas y químicas
A temperatura ambiente, la 1-hexanamina es un líquido incoloro o de color amarillento con olor a pescado.
Solidifica a -23 °C y hierve a 131 °C. Posee una densidad inferior a la del agua (0,766 g/cm³).
Es un compuesto poco soluble en agua, en proporción de 14 g/L.
El valor del logaritmo de su coeficiente de reparto, logP = 1,99, indica que es casi cien veces más soluble en disolventes hidrófobos (como el 1-octanol) que en hidrófilos.
Posee una tensión superficial de 27,3 ± 3,0 dina/cm, algo mayor que la del etanol pero aproximadamente 1/4 de la del agua.
La 1-hexanamina es una base fuerte. Reacciona violentamente con agentes oxidantes, con peligro de fuego o explosión. Al igual que otras aminas, es incompatible con isocianatos, fenoles ácidos, epóxidos, anhídridos y haluros de ácido.

## Síntesis y usos
La 1-hexanamina se puede sintetizar utilizando diferentes precursores tales como 1-nitrohexano, hexanamida, 1-azidohexano o hexanonitrilo.
A su vez, esta amina se emplea en inhibidores de la corrosión, emulsionantes y surfactantes. Participa en la síntesis de isocianato de hexilo —compuesto utilizado en la producción de macromonómeros para barras rígidas— y en la de 6-n-hexilaminopurina.

## Precauciones
La 1-hexanamina es un compuesto inflamable y, al arder, desprende humos tóxicos. Por encima de su punto de inflamabilidad (27 °C), sus vapores pueden formar mezclas explosivas con el aire. Cuando se calienta lo suficiente, la 1-hexanamina se descompone, desprendiendo vapores tóxicos que incluyen óxidos de nitrógeno.
Esta sustancia puede llegar al organismo humano por inhalación, por la piel o por ingestión. Entre los síntomas por inhalación cabe señalar sensación de quemazón, tos y dolor de garganta. En contacto con piel y ojos, puede provocar enrojecimiento y quemaduras. Por otra parte, la 1-hexanamina es tóxica para los organismos acuáticos.